# Белый шум (роман)
«Белый шум» (англ. White noise) — это восьмой роман американского писателя Дона Дели́лло, опубликованный нью-йоркским издательством Viking Press в 1985 году. Эта книга выиграла Национальную книжную премию США (National Book Award for Fiction).
Белый шум — это пример постмодернистской литературы. Считается, что эта книга стала прорывом Делилло и вывела его к более широкому числу читателей. Эта книга включена в список 100 лучших английских романов с 1923 по 2005 по версии журнала «Тайм». Изначально Делилло хотел назвать свою книгу «Panasonic», но компания Panasonic была против.

Российский издатель аннотировал книгу как «комедию о страхе, смерти и технологии». Русский перевод выполнен Виктором Ильичом Коганом. По словам переводчика, непростой текст романа требовал повышенного внимания, а издатель давал слишком короткие сроки для перевода: 
Сейчас я перевожу «Белый шум» Дона Деллило: сроки уже прошли, а перевод я ещё не скоро закончу!.. Деваться-то некуда. В издательстве хотели дать ещё меньший срок… Когда я брался, думал, успею, но пока въедешь в авторскую стилистику, мысли… Редко перевод идёт, как по маслу.
Экранизирован в 2022 году.